# Robert Rigot (sculpteur)
Ne doit pas être confondu avec Robert Rigot.
Pour les personnes ayant le même patronyme, voir Rigot.
Robert Rigot, né à Buxy (Saône-et-Loire) le 14 septembre 1929 et mort le 1er juin 2023 à Chalon-sur-Saône, est un sculpteur français.

## Biographie
Robert Rigot est né dans une famille de tailleurs de pierre. Son talent précoce pour la sculpture sur pierre le conduit à l'École nationale supérieure des beaux-arts de Paris. 
Lauréat en 1954 du premier grand prix de Rome pour une figure mythologique, il est pensionnaire de la villa Médicis de 1955 à 1959, où il s'intéresse aux autres matières premières à la disposition des sculpteurs. 
Robert Rigot développe ensuite sa propre technique de sculpture en bronze, façonné et soudé au chalumeau, pour des pièces toujours uniques. Il développe une œuvre animalier en suivant cette démarche. Il collabore avec plusieurs architectes pour réaliser des œuvres parfois monumentales, comme l'Hommage à Eiffel au port de la ville de Dijon.
De 1966 à 1996, il est conseiller artistique des Cristalleries Baccarat, pour lesquels il crée de nombreuses pièces. Il obtient le grand prix du Conseil de l'Europe pour une de ses œuvres en cristal en 1990. Il remporte par ailleurs de nombreux autres prix.
On connaît également de lui des bronzes réalisés en fonderie édités en petites séries, des lithographies tirées par ses soins en douze exemplaires maximum, et quelques pâtes de verre éditées par Daum.
Robert Rigot est membre correspondant de l'Institut de France.
Rober Rigot s'éteint le 1er juin 2023 à Chalon-sur-Saône à l'âge de 93 ans.